# Hans Trauttenberg
(Baron) Hans Heinrich (von) Trauttenberg (* 6. Januar 1909 in Berlin; † Oktober 1985 in Westminster, Vereinigtes Königreich) war ein österreichischer Eishockeyspieler.

## Leben und Karriere
Hans Trauttenberg erlernte das Eishockeyspiel bei Louis Dufour an der Internatsschule Le Rosey in Rolle VD respektive Gstaad, Schweiz. Bis mindestens 1926 spielte er für das Eishockeyteam der Schule, den HC Rosey Gstaad. Er studierte ab etwa 1928 an der Cambridge University und spielte für deren Eishockeyteam in der englischen Meisterschaft. Im November 1931 kehrte er nach Österreich zurück und spielte in der Saison 1931/32 und 1932/33 für den Wiener Eislauf-Verein, mit dem er 1932 und 1933 Wiener Meister sowie 1933 österreichischer Meister wurde. 1933 erhielt er eine Anstellung in London und spielte anschließend für das Team des Streatham IHC. Dort wurde er oft als „Dickie“ oder „Dicky (von Trauttenberg)“ bezeichnet. 1935 gewann er mit Streatham den Europa-Cup, den ersten Europapokal-Wettbewerb für Vereinsmannschaften im Eishockey.
Trauttenberg galt als stärkster österreichischer Defensivspieler der 1930er Jahre. Trauttenberg war der Kapitän und einzige Legionär des österreichischen Eishockeyteams bei den Olympischen Winterspielen 1936 in Garmisch-Partenkirchen.
Nach dem Ausscheiden des österreichischen Teams (7. Platz, ex aequo mit dem ungarischen Team) kam Trauttenberg im weiteren Turnierverlauf auch als Schiedsrichter zum Einsatz, so beispielsweise in dem für die Goldmedaille letztlich entscheidenden Zwischenrundenspiel zwischen Kanada und dem späteren Olympiasieger Großbritannien.
Trauttenberg war ein Gegner des Nationalsozialismus. Er überzeugte die Mehrheit seiner Teamkollegen davon, beim Vorbeimarsch an Adolf Hitler im Rahmen der Eröffnungsfeier bei den olympischen Winterspielen 1936 den „Deutschen Gruß“ nicht auszuführen (im Gegensatz dazu führte der Großteil der damaligen österreichischen Olympiadelegation ihn aus).
Trauttenberg nahm später die britische Staatsbürgerschaft an. Er diente im Zweiten Weltkrieg in der britischen Armee.

## Erfolge und Auszeichnungen
- 1930 Bronzemedaille bei der Europameisterschaft
- 1931 Bronzemedaille bei der Weltmeisterschaft
- 1932 Silbermedaille bei der Europameisterschaft
- 1933 Silbermedaille bei der Europameisterschaft
- achtfacher Träger des Internationalen Abzeichens des ÖEHV